# Гении (фильм, 2009)
«Гении» (Ingenious) — американская драма, мелодрама, комедия. Премьера состоялась 1 февраля 2009 года.

## Сюжет
История двух друзей — мелкого изобретателя и жуликоватого продавца, одна из идей которых в конце концов получает всемирное признание и помогает им выбиться из грязи в князи.